# 小行星12061
小行星12061（12061 Alena）是一颗绕太阳运转的小行星，为主小行星带小行星。该小行星于1998年3月21日发现。

## 轨道参数
小行星12061的轨道半长轴为2.2783578 UA，离心率为0.192。